# Ciorlano
Ciorlano è un comune italiano di 351 abitanti della provincia di Caserta in Campania.

## Storia
Le prime notizie sono di epoca medievale quando il borgo viene citato con il nome di Zurlanum, successivamente volgarizzato in Zurlano.
Nel XII fu feudo dei normanni De Villacublai per poi passare ai Sanframondo di Cerreto Sannita (1300) e quindi, nel 1407, al dominio regio. A quell'epoca risale l'inizio delle lotte con i comuni vicini per stabilire i rispettivi limiti territoriali. Solo nel 1810 la commissione feudale risolse definitivamente la questione.
Nel 1945 passò dalla provincia di Campobasso a quella di Caserta.

### Simboli
Lo stemma di Ciorlano è uno scudo con campo azzurro che reca un lupo posto su un monte di tre cime e sormontato da un sole e da una colomba.

## Società
Ciorlano è il comune della provincia di Caserta con il minor numero di abitanti.

### Evoluzione demografica
Abitanti censiti

## Economia
Il Comune è sede di un impianto eolico che consiste in 10 aerogeneratori Vestas modello V80-2000 kW, ognuno avente una turbina controvento a passo regolabile con un'imbardata mobile e un rotore a tre pale avente diametro pari 80 m.